# NK Jasenice
NK Jasenice je nogometni klub iz Jasenica.
Trenutačno se natječe u 1. ŽNL Zadarskoj.